# Humay Əfəndiyeva
Humay Elçin qızı Əfəndiyeva (* 7. Dezember 1975 in Baku) ist eine aserbaidschanische Juristin. Seit 2021 ist sie Richterin am Verfassungsgericht der Republik Aserbaidschan.

## Leben und Wirken
Nach ihrem Schulabschluss 1992 nahm Əfəndiyeva ein Studium der Rechtswissenschaften und Internationalen Beziehungen an der Staatlichen Universität Baku auf, das sie 1997 abschloss. Anschließend arbeitete sie als Beraterin für das Projekt „Gender in Development“ des Entwicklungsprogramms der Vereinten Nationen. Von 2001 bis 2021 war sie in verschiedenen Positionen und Abteilungen in der Verwaltung des Verfassungsgerichts der Republik Aserbaidschan tätig. Am 25. Juni 2011 wurde ihr vom Präsidenten der Republik Aserbaidschan die Medaille 1. Grades „Für Verdienste um das Land im Öffentlichen Dienst“ verliehen.
Am 1. Februar 2021 wurde sie zur Richterin am Verfassungsgericht der Republik Aserbaidschan ernannt.
Əfəndiyeva ist Mutter zweier Kinder.